# Queleh
Queleh war ein in Ägypten im 19. Jahrhundert verwendetes Volumen- und Getreidemaß.
- Kairo: 1 Queleh = 15,266 Liter
- Alexandria: 1 Queleh = 22,6 Liter
- 1 Queleh = 2 Rubba/Rub/Rob/Viertel
- 2 Queleh = 1 Auibeh/Wehbih/Usbek

Eine Maßkette war:
- 1 Ardeb (ägypt.) = 6 Auibeh = 12 Queleh = 48 Rubba = 271 Liter[1]